# Síndrome de los quietos (película)
El Síndrome de los Quietos es un cortometraje documental español y colombiano de 2021 dirigido por León Siminiani. 
Una producción de GusanoFilms y El Gesto en colaboración con El Apartamento Films, Monográfo Estudio, La Bocina y Rara Colectivo Audiovisual. Con el apoyo de Proimágenes Colombia, Ministerio de Cultura de Colombia y la Biblioteca Nacional de Colombia. 

## Sinopsis
El año 2018 un grupo de cineastas autodenominados Los Quietos se propone hacer un ensayo fílmico sobre un hipotético síndrome de quietud en la República de Colombia. Por eso invitan al maestro del documental colombiano Luis Ospina, al candidato presidencial Gustavo Petro y al escritor Juan Gabriel Vásquez a darles pistas con qué profundizar en la historia, la geografía y la idiosincrasia de Colombia, un país que, paradójicamente, de quieto tiene muy poco. Por razones desconocidas el proyecto queda inconcluso.
50 años después una investigadora recupera las imágenes en bruto de aquel proyecto y las monta a manera de presentación pública para dar a conocer aquel hipotético síndrome de quietud colombiano en un gran festival de cine.

## Premios
- 2021: Visions Du Réel  – Estreno Mundial
- 2021: Documenta Madrid – Estreno Nacional – Premio Fugas
- 2021: 24º Festival de Málaga
- 2021:  Festival de Cine de Alcalá de Henares (ALCINE50), primer premio en el certamen nacional de cortometrajes
- 2021:  Festival de Cine de Alcalá de Henares (ALCINE50), Trofeo ALCINE al mejor montaje a Miguel Ángel Trudu
- 2021: DocsLisboa Film Festival
- 2021: BIFF, Bogotá International Film Festival
- 2021: SEMINCI, Semana Internacional de Cine de Valladolid
- 2021: L’Alternativa, Festival de Cinema Independent de Barcelona
- 2021: MIDBO 23, Muestra Internacional Documental Bogotá
- 2021: 36º Festival Internacional de Cine de Mar del Plata – Premio Mejor Película Latinoamericana
- 2021: La Cabina – Festival Internacional de Mediometrajes de Valencia – Premio Mejor Montaje y Mejor Guion
- 2021: 50.º ALCINE – Festival de Cine de Alcalá de Henares – Premio Mejor Cortometraje y Mejor Montaje
- 2021: Doc Alliance
- 2022: Neighboring Scenes
- 2022: Semana de Cine Medina del Campo – Premio Mejor Cortometraje
- 2022: Festival Internacional de Cine Las Palmas de Gran Canaria
- 2022: Festival Internacional de Cortometrajes de Riga – 2ANNAS
- 2022: Festival de Cine de Cali
- 2022: Festival Internacional de Cine de Viña del Mar - Mención especial del Jurado